# 惟良高尚
惟良 高尚（これよし の たかひさ）は、平安時代前期の貴族。姓は宿禰。官位は正五位下・民部大輔。

## 経歴
少内記を経て元慶元年（877年）従五位下に叙爵し、翌元慶2年（878年）能登権介に任ぜられる。
勘解由次官兼伊勢権介を経て、元慶8年（884年）2月の光孝天皇の即位後まもなく従五位上に、さらに同年11月には正五位下と続けて昇叙されている。また同年4月に天皇が文選の講読を行った際には都講を務めている。その後、土佐権守として地方官に転じるが、仁和3年（887年）大蔵大輔次いで民部大輔と京官に復した。同年5月に出羽介・坂上茂樹が地震に伴う地勢の変化を理由に国府の移転を願い出たことから、かつて高尚と同様に北陸地方の地方官経験のある藤原高松や、蝦夷征討の従軍経験がある小野春風らと共に、召されて意見を述べている。

## 官歴
『日本三代実録』による。
- 時期不詳：正六位上。少内記
- 元慶元年（877年） 11月21日：従五位下
- 元慶2年（878年） 2月15日：能登権介
- 時期不詳：勘解由次官兼伊勢権介
- 元慶8年（884年） 2月23日：従五位上。11月25日：正五位下
- 時期不詳：土佐権守
- 仁和3年（887年） 2月17日：大蔵大輔。5月13日：民部大輔